# Schloss Gradisch

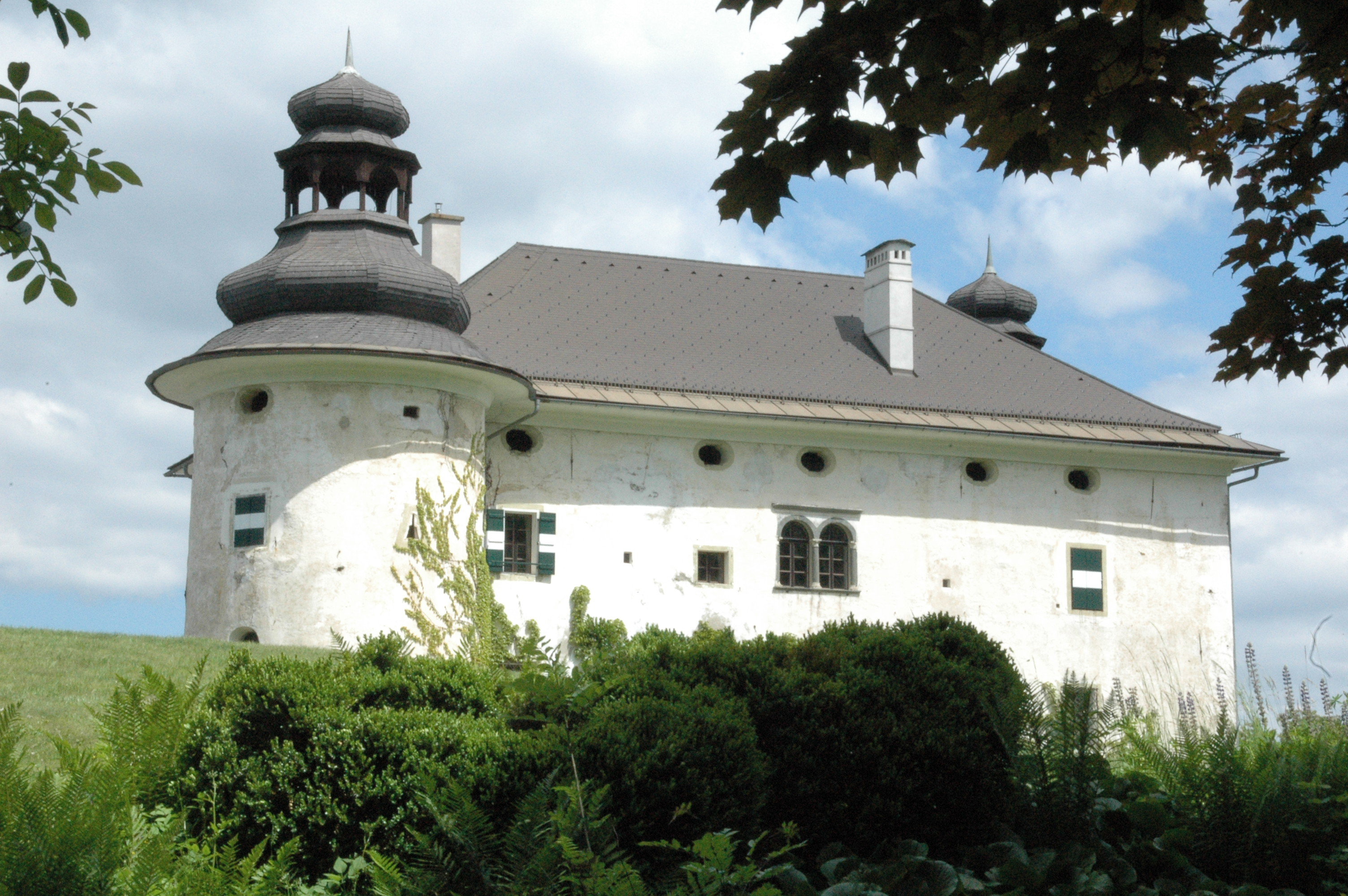
Schloss Gradisch (2006)

Schloss Gradisch ist ein in der Mitte des 16. Jahrhunderts errichteter Renaissancebau in der gleichnamigen Ortschaft Gradisch im Süden der Stadtgemeinde Feldkirchen in Kärnten.

## Geschichte
An der Stelle des heutigen Schlosses befand sich möglicherweise ein mittelalterlicher Ansitz, darauf deutet auch der heutige Name hin, denn Gradisch bedeutet so viel wie ‚Burgstall‘, also einen Platz, an dem einst eine Burg stand. Sollte dies der Fall gewesen sein, wurde dieser ursprüngliche Bau wahrscheinlich nach dem dort ansässigen Adelsgeschlecht „Paradeis“ genannt. Die Paradeiser waren Ministeriale der Kärntner Herzoge und sind bis ins Jahr 1192 nachweisbar, als in einer Urkunde Wernhardus de Paradyso als Zeuge genannt wurde. Ihr Ansitz wurde im Jahr 1250 urkundlich erstmals genannt, es ist aber nicht sicher, ob es sich um eine Burg an der Stelle des heutigen Schlosses Gradisch oder aber um die Burg Prägrad gehandelt hat. Im 14. Jahrhundert verlor sich die Spur der Familie zunächst.
Im Jahr 1550 verlieh Ferdinand I. Georg von Neuhaus-Paradeiser den Burgfrieden für seinen neu erbauten Ansitz Gradisch. Eva Regina Paradeiser verkaufte das Schloss 1652 an den salzburgischen Vizedom Johann Freiherr von Platz. 1729 veräußerte Polykarp Josef Graf Platz die Herrschaft an Johann Anton aus der Sekundogenitur der Grafen Goëss. Gradisch wurde in einen Fideikommiss umgewandelt und befindet sich noch heute in Besitz der Familie Goëss. Das Gebäude steht unter Denkmalschutz.

## Baubeschreibung
Schloss Gradisch liegt am Nordhang des Gallin und ist schon von Weitem sichtbar. Der ursprüngliche Renaissancebau ist ein dreigeschoßiger Kubus mit Ochsenaugenöffnungen im Attikageschoß. Diagonal gegenüber sind zwei stark vorspringende runde und holzschindelgedeckte Ecktürme angebaut, die mit Zwiebelhelmen bedeckt und von Laternen gekrönt sind. Im südwestlichen Turm befindet sich die Schlosskapelle. Im 17. Jahrhundert wurden südlich zwei zweigeschoßige Nebengebäude angebaut, die drei Flügel umschließen einen rechteckigen Hof, der durch ein rundbogiges West- und ein genutetes Ost-Portal zugänglich ist.